# الأخلاط الأربعة

الأخلاط الأربعة

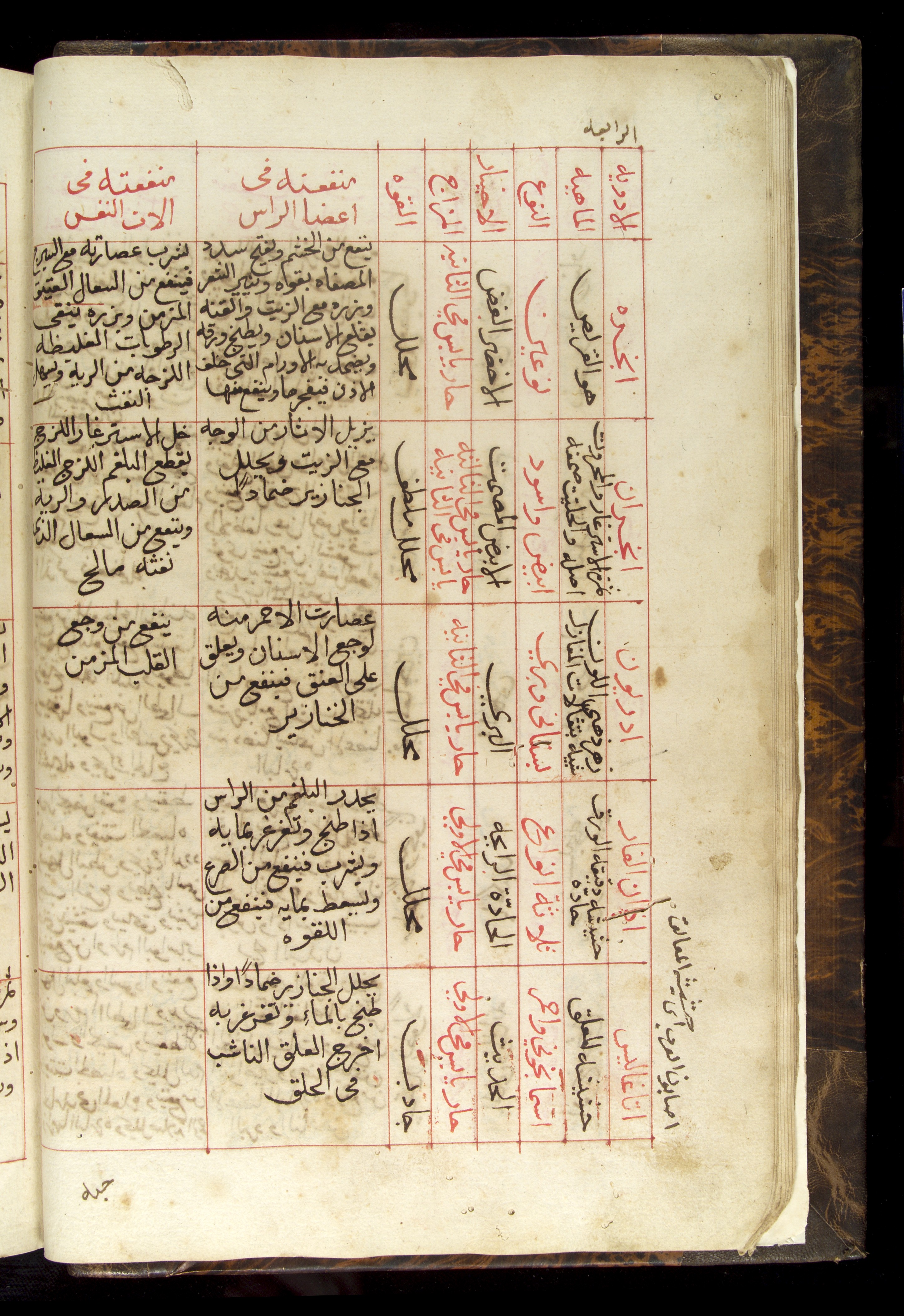
المنجح في التداوي من صنوف الأمراض والشكاوي

مذهب الأخلاط هو نظام طبي مفصل لتركيب وعمل الجسم البشري، اعتمدته المدرسة اليونانية القديمة والأطباء الرومانيين والفلاسفة اليونانيين، ويقوم على افتراض أن وجود فائض أو نقص في أي من الأربعة عناصر المتميزة السوائل الجسدية في شخص - المعروفة باسم المزاجات أو الأخلاط- يؤثر مباشرة على مزاجه وصحته. ونظام الأخلاط الطبي هو فردي للغاية، فيقال أن كل مريض له تكوينه الخاص من الأخلاط الفريدة. وعلاوة على ذلك، فإنه يشبه نهج شامل للطب كما تم التأكيد على الصلة بين العمليات العقلية والجسدية من قبل هذا الإطار. تم اعتماد النظرية الخلطية قديماً بدئاً من أبقراط، واستعملها اليونانيين والرومان وصولًا لابن سينا، وأصبحت وجهة النظر الأكثر شيوعا للجسم البشري بين الأطباء الأوروبيين حتى ظهور البحوث الطبية الحديثة في القرن التاسع عشر.

## أصوله
أصبح مصطلح «الأخلاط» (أي الأجهزة الكيميائية التي تنظم سلوك الإنسان) أكثر بروزًا بسبب كتابات عالم الطب النظري ألكمايون الكروتوني (حوالي 540-500 ق م). كانت قائمته للأخلاط أطول من مجرد أربعة أخلاط وشملت العناصر الأساسية التي وصفها أمبادوقليس، مثل الماء والهواء والأرض.. إلخ. يقترح بعض المؤلفين أن مفهوم «الأخلاط» تعود أصوله إلى الطب المصري القديم أو بلاد الرافدين، على الرغم من أنه لم يكن منظمًا حتى عصر المفكرين اليونانيين القدماء. تعد كلمة خلط ترجمة لكلمة χυμός اليونانية، الكيموس (يعني حرفيًا العصير أو العصارة، ومجازًا النكهة). قبل ذلك بكثير، طور طب أيورفيدا الهندي القديم نظرية الأخلاط الثلاثة، التي ربطها بالعناصر الهندوسية الخمسة.

يعود الفضل إلى أبقراط في تطبيق هذه الفكرة في الطب. على عكس ألكمايون، اقترح أبقراط أن الأخلاط هي سوائل الجسم الحيوية، مثل الدم والصفراء والبلغم و«السوداء» (يرجح أنه كان يشير إلى مركبات الدم لدى المرضى ذوي الأعضاء الداخلية النازفة). افترض ألكمايون وأبقراط أن الفرط أو العوز الشديدين في أي من سوائل أخلاط الجسم لدى الفرد قد يكون علامة على المرض. اقترح أبقراط ثم جالينوس أن أي اختلال معتدل في توازن مزيج هذه السوائل يؤدي إلى نمط مزاجي (سلوكي). تصف أحد الأطروحات المنسوبة إلى أبقراط، عن طبيعة الإنسان، النظرية كالتالي:
يحتوي جسم الإنسان على الدم والبلغم والصفراء والسوداء. تركب هذه الأشياء قوامه وتتسبب بآلامه وصحته. الصحة هي الحالة التي تكون فيها هذه المواد المكوّنة متناسبة مع بعضها، في القوة والكمية، ومختلطة جيدًا. يحدث الألم حين تبدي إحدى هذه المواد عوزًا أو زيادةً، أو حين تنفصل داخل الجسم ولا تختلط مع بقية المكونات.
على الرغم من أن نظرية الأخلاط الأربعة لا تظهر في بعض النصوص الأبقراطية، قَبِلَ بعض الكتاب الأبقراطيين وجود خلطين فقط، في حين امتنع البعض الآخر عن مناقشة النظرية الخلطية على الإطلاق. حافظت الخلطية، أو مبدأ المزاجات الأربعة، على شعبيتها كنظرية طبية لقرون، ويعود ذلك إلى حد كبير لتأثير كتابات جالينوس (129-201 بعد الميلاد). ارتبطت نظرية الأخلاط الأربعة لأبقراط بنظرية العناصر الأربعة الشائعة: الأرض والنار والماء والهواء التي اقترحها أمبادوقليس، لكن لم يكن هذا الارتباط اقتراحًا من أبقراط أو جالينوس اللذين أشارا في المقام الأول إلى سوائل الجسم. في حين اعتقد جالينوس أن الأخلاط تتشكل داخل الجسم، ولا تدخل أو تهضم من الخارج، آمن أن الأطعمة المختلفة لها إمكانات متنوعة في تحريض الجسم على إنتاج الأخلاط المختلفة. إذ مالت الأطعمة الدافئة، على سبيل المثال، إلى إنتاج الصفراء، في حين مالت الأطعمة الباردة إلى إنتاج البلغم. أثرت فصول السنة والفترات العمرية والمناطق الجغرافية والمهن أيضًا على طبيعة الأخلاط المتشكلة.
اعتُقِد أن اختلال توازن الأخلاط، أو اضطراب الأخلاط، هو السبب المباشر لجميع الأمراض. ترافقت الصحة مع توازن الأخلاط أو استواء الأخلاط. أثرت صفات الأخلاط بدورها على طبيعة المرض الذي سببته. إذ تسببت الصفراء بحدوث الأمراض الدافئة أما البلغم أدى للأمراض الباردة. في حول المزاجات، شدد جالينوس على أهمية الصفات. انطوى المزاج المثالي على توازن خليط الصفات الأربعة. حدد جالينوس أربعة مزاجات تسيطر فيها أحد الصفات، الدافئ والبارد والرطب والجاف، وأربعة أخرى يسيطر فيها مزيج من صفتين، دافئ ورطب أو دافئ وجاف أو بارد ورطب أو بارد وجاف. أصبحت الأربعة الأخيرة، التي سميت بالأخلاط وترافقت معها، وهي المزاج الدموي والصفراوي والسوداوي واللمفي، معروفة أكثر من غيرها. في حين أن مصطلح المزاج جاء ليشير إلى المزاجات النفسية، استخدمه جالينوس ليشير إلى المزاجات الجسدية، التي حددت قابلية الشخص للإصابة بأمراض معينة بالإضافة إلى ميوله العاطفية والسلوكية.

قد يكون المرض أيضًا نتيجة ل«فساد» واحد أو أكثر من الأخلاط، والذي قد تسببه الظروف البيئية، أو التغيرات الغذائية، أو العديد من العوامل الأخرى. اعتُقد أن سبب هذا العجز هو الأبخرة التي يستنشقها أو يمتصها الجسم. آمن اليونانيون والرومان والمؤسسات الطبية المسلمة والأوروبية الغربية الذين تبنوا وعدلوا الفلسفة الطبية التقليدية، أن كل من هذه المزاجات تزداد وتتناقص في الجسم بناءً على الغذاء والنشاط. حين يعاني المريض من فائض أو اختلال توازن في واحد من هذه السوائل الأربعة، يُقال إن شخصية المريض و/أو صحته الجسدية يتأثران سلبًا.

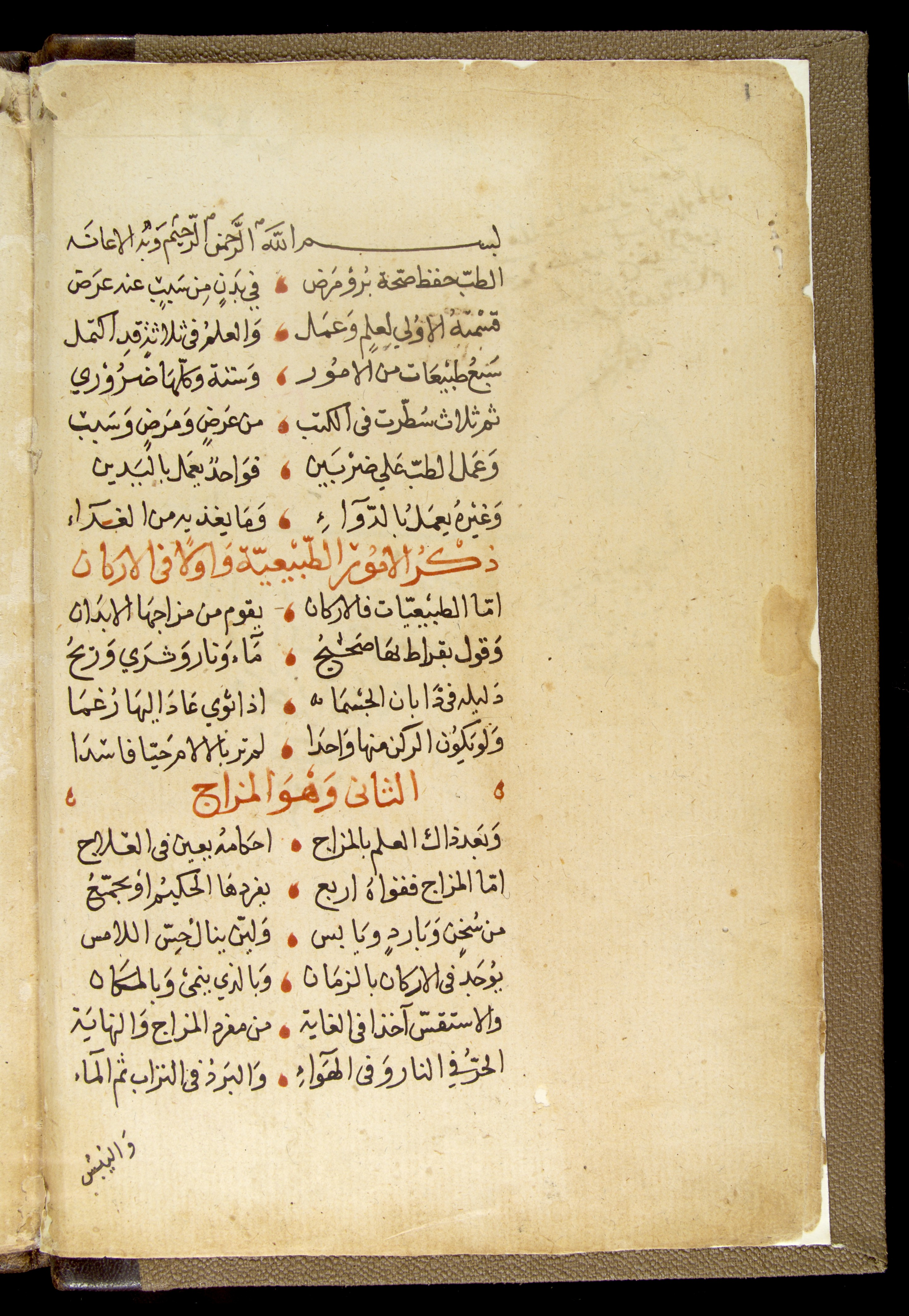
الأمزجة في مخطوط

## الأخلاط الأربعة
على الرغم من أن نظرية الخلطية تمتلك العديد من النماذج التي تستخدم مكونين أو ثلاثة أو خمسة مكونات، يتألف النموذج الأشهر من أربعة أخلاط وصفها أبقراط وطورها جالينوس لاحقًا. الأخلاط الأربعة للطب الأبقراطي هي السوداء (باليونانية: μέλαινα χολή، السوداوية)، والصفراء (باليونانية: ξανθη χολή، الصفراوية)، والبلغم (باليونانية: φλέγμα، البلغمية)، والدم (باليونانية: αἷμα، الدموية). يتوافق كل خلط مع أحد المزاجات الأربعة التقليدية. بناءً على الطب الأبقراطي، اعتُقِد أن الأخلاط الأربعة يجب أن تكون متناسبة مع بعضها من حيث قوة وكمية كل خلط ليكون الجسم سليمًا. عُرف التمازج والتوازن المناسب للأخلاط الأربعة باسم «استواء الأخلاط». أدى اضطراب توازن الأخلاط وانفصالها إلى حدوث الأمراض.
يشير جالينوس إلى التوافق بين الأخلاط وفصول السنة في حول مبادئ أبقراط وأفلاطون، ويقول: «بالنسبة للأعمار والفصول، يتوافق الطفل (παῖς) مع الربيع، والشاب (νεανίσκος) مع الصيف، والناضج (παρακµάζων) مع الخريف، والمسن (γέρων) مع الشتاء». اعتقد جالينوس أيضًا أن صفات الروح تتبع لمزائج الجسم ولكنه لم يطبق هذه الفكرة على الأخلاط الأبقراطية. آمن أن البلغم لا يؤثر على الشخصية. ويقول في حول طبيعة الإنسان لأبقراط: «تنتج الفطنة والذكاء (ὀξὺ καὶ συνετόν) عن الصفراء في الروح، والمثابرة والاتساق (ἑδραῖον καὶ βέβαιον) عن الخلط السوداوي، والبساطة والسذاجة (ἁπλοῦν καὶ ἠλιθιώτερον) عن الدم. ولكن ليس لطبيعة البلغم تأثير على صفات الروح (τοῦ δὲ φλέγµατος ἡ φύσις εἰς µὲν ἠθοποιῗαν ἄχρηστος)». وأضاف قائلًا إن الدم هو مزيج من أربعة عناصر: الماء والهواء والنار والأرض.
تتوافق هذه المصطلحات جزئيًا فقط مع المصطلحات الطبية الحديثة، التي لا يوجد فيها فرق بين الصفراء والسوداء وللبلغم فيها معنى مختلف تمامًا. اعتُقِد أن هذه المواد هي المواد الأساسية التي تتشكل منها كل السوائل داخل الجسم. اقترح روبين فاهروس [الإنجليزية] (1921)، وهو طبيب سويدي ابتكر سرعة ترسب الدم، أن الأخلاط الأربعة استندت إلى ملاحظة تخثر الدم في وعاء شفاف. حين يُسحب الدم ويوضع في وعاء زجاجي ويُترك لساعة واحدة، يمكن رؤية أربعة طبقات مختلفة في الوعاء. تتشكل خثرة سوداء في الأسفل («السوداء»). تتشكل فوق الخثرة طبقة من كريات الدم الحمراء («الدم»). يليها للأعلى طبقة بيضاء من كريات الدم البيضاء («البلغم»). ويطفو في الأعلى مصل رائق أصفر («الصفراء»).
كُتبت العديد من النصوص اليونانية خلال العصر الذهبي لنظرية الأخلاط الأربعة في الطب اليوناني بعد جالينوس. كانت إحدى هذه النصوص أطروحة مجهولة سُميت حول تركيب الكون والإنسان، ونشرها جاي إل آيديلر في منتصف القرن التاسع عشر. يحدد المؤلف في هذا النص العلاقة بين عناصر الكون (الهواء والماء والأرض والنار) وعناصر الإنسان (الدم والصفراء والسوداء والبلغم) إذ يقول:
- الناس ذوو الدم الأحمر ودودون، يمزحون ويضحكون على أجسادهم ومظهرهم، لونهم وردي مائل للأحمر، وبشرتهم جميلة.
- الناس ذوو الصفراء أكثر مرارة، وسريعو الغضب، وجريئون. يبدون مخضرّين وجلدهم أصفر.
- الناس المكونون من السوداء كسولون وجبناء ومرضى. لديهم شعر أسود وعينان سوداوان.
- من يملكون البلغم كئيبون وكثيرو النسيان ولديهم شعر أبيض.

### الدم
اعتُقد أن الدم يتشكل حصرًا في الكبد. وترافق بالطبيعة المتفائلة (متحمسة ونشيطة واجتماعية).

### الصفراء
اعتُقد أن زيادة الصفراء تؤدي للعدوانية ويؤدي الغضب المفرط تبادليًا إلى اختلال الكبد واختلال توزان الأخلاط.

### السوداء
تشتق كلمة «سوداوية» من الكلمة اليونانية «μέλαινα χολή» (السوداوية) التي تعني «السوداء». يعود الاكتئاب إلى فرط السوداء أو إفرازها غير الطبيعي من الطحال.

### البلغم
اعتُقد أن البلغم يترافق مع السلوك اللامبالي، كما يُلاحظ في كلمة «لمفي». يختلف البلغم في الخلطية كثيرًا عن البلغم الذي نعرفه اليوم. سأل تشارلز ريشيه، عالم الفيزيولوجيا الفرنسي والحائز على جائزة نوبل، بشكل بلاغي عند وصفه لـ«البلغم أو الإفراز النخامي» في الخلطية عام 1910، «هذا السائل الغريب، الذي يتسبب بالأورام، والاخضرار، والروماتيزم، والتلون، أين يتواجد؟ من سيتمكن من رؤيته؟ ماذا يمكننا القول عن هذا التصنيف العجيب للأخلاط ضمن أربعة مجموعات، اثنان منهما خياليان تمامًا؟»
| الأخلاط         | الموسم | العنصر | العضو  | الكفاءة      | الإسم القديم | الخصائص القديمة                    |
| الدم            | الربيع | هواء   | الكبد  | دافئة ورطبة  | تفاؤلا       | الشجاعة، الأمل، لعوب، لا يبالى     |
| الصفراوية صفراء | الصيف  | النار  | الكبد  | الحار والجاف | صفراوي       | طموح، قيادي، ضيق الصدر، سريع الغضب |
| أسود الصفراء    | الخريف | الأرض  | الطحال | بارد وجاف    | كئيب         | قنوط، هادئ، تحليلي، جاد            |
| البلغم          | الشتاء | الماء  | الدماغ | بارد ورطب    | سافل         | هادئ، مدروس، مريض، سلمي            |